# Beverley Callender
Beverley Lanita „Bev” Callender (z domu Goddard, ur. 28 sierpnia 1956 na wyspie Barbados) – brytyjska lekkoatletka specjalizująca się w biegach sprinterskich, trzykrotna uczestniczka letnich igrzysk olimpijskich (Montreal 1976, Moskwa 1980, Los Angeles 1984), dwukrotna brązowa medalistka olimpijska z Moskwy i Los Angeles w biegu sztafetowym 4 × 100 metrów.

## Sukcesy sportowe
- trzykrotna srebrna medalistka mistrzostw Wielkiej Brytanii w biegu na 100 metrów (1978, 1979, 1982)[1]
- czterokrotna medalistka mistrzostw Wielkiej Brytanii w biegu na 200 metrów – złota (1982), srebrna (1978) oraz dwukrotnie brązowa (1979, 1980)[1]
- trzykrotna medalistka mistrzostw Anglii w biegu na 100 metrów – srebrna (1980) oraz dwukrotnie brązowa (1979, 1983)[2]
- trzykrotna srebrna medalistka mistrzostw Anglii w biegu na 200 metrów (1979, 1982, 1984)[2]
- srebrna medalistka mistrzostw Anglii w biegu na 400 metrów (1976)[2]
- brązowa medalistka halowych mistrzostw Anglii w biegu na 60 metrów (1977)[3]

| Rok  | Miasto      | Zawody                     | Konkurencja                                    | Wynik                             |
| ---- | ----------- | -------------------------- | ---------------------------------------------- | --------------------------------- |
| 1978 | Praga       | mistrzostwa Europy         | sztafeta 4 × 100 m                             | srebrny medal                     |
| 1978 | Edmonton    | igrzyska Wspólnoty Narodów | sztafeta 4 × 100 m bieg na 100 m bieg na 200 m | złoty medal 5. miejsce 4. miejsce |
| 1979 | Meksyk      | uniwersjada                | sztafeta 4 × 100 m bieg na 100 m bieg na 200 m | srebrny medal brązowy medal       |
| 1980 | Moskwa      | igrzyska olimpijskie       | sztafeta 44 × 100 m bieg na 200 m              | brązowy medal 6. miejsce          |
| 1981 | Bukareszt   | uniwersjada                | bieg na 100 m sztafeta 4 × 100 m               | złoty medal brązowy medal         |
| 1982 | Ateny       | mistrzostwa Europy         | sztafeta 4 × 100 m bieg na 200 m               | srebrny medal 5. miejsce          |
| 1982 | Brisbane    | igrzyska Wspólnoty Narodów | sztafeta 4 × 100 m bieg na 200 m               | złoty medal 6. miejsce            |
| 1983 | Helsinki    | mistrzostwa świata         | sztafeta 4 × 100 m                             | srebrny medal                     |
| 1984 | Los Angeles | igrzyska olimpijskie       | sztafeta 4 × 100 m                             | brązowy medal                     |

## Rekordy życiowe
- bieg na 100 metrów – 11,22 – Meksyk 08/09/1979
- bieg na 200 metrów – 22,72 – Moskwa 30/07/1980